# اپسیلون خرس کوچک
اپسیلون خرس کوچک یک ستاره است که در صورت فلکی خرس کوچک قرار دارد.